# Alfred Mugabo
Alfred Martin Mugabo (ur. 9 października 1995 w Kigali) – rwandyjski piłkarz angielskiego pochodzenia występujący na pozycji pomocnika w angielskim klubie Dulwich Hamlet oraz reprezentacji Rwandy w piłce nożnej.

## Kariera klubowa
Mugabo urodził się w Rwandzie, jednak już w wieku 13 lat dołączył do szkółki piłkarskiej Arsenalu.

## Kariera reprezentacyjna
W 2011 roku Mugabo znalazł się w składzie reprezentacji Rwandy do lat 17 na młodzieżowe Mistrzostwa Świata. 22 czerwca zadebiutował w zespole narodowym podczas przegranego 0:1 spotkania fazy grupowej turnieju z Urugwajem.
16 czerwca 2013 roku Mugabo zaliczył pierwszy występ w reprezentacji seniorskiej. Stał się to podczas przegranego 0:1 meczu eliminacyjnego do Mistrzostw Świata 2014 z Algierią.